# Adetomyrma goblin
Adetomyrma goblin este o specie de furnică care aparține genului Adetomyrma. Sunt originare din Madagascar. Specia a fost descrisă în 2012 de Yoshimura & Fisher.